# Ambasada RP w Berlinie

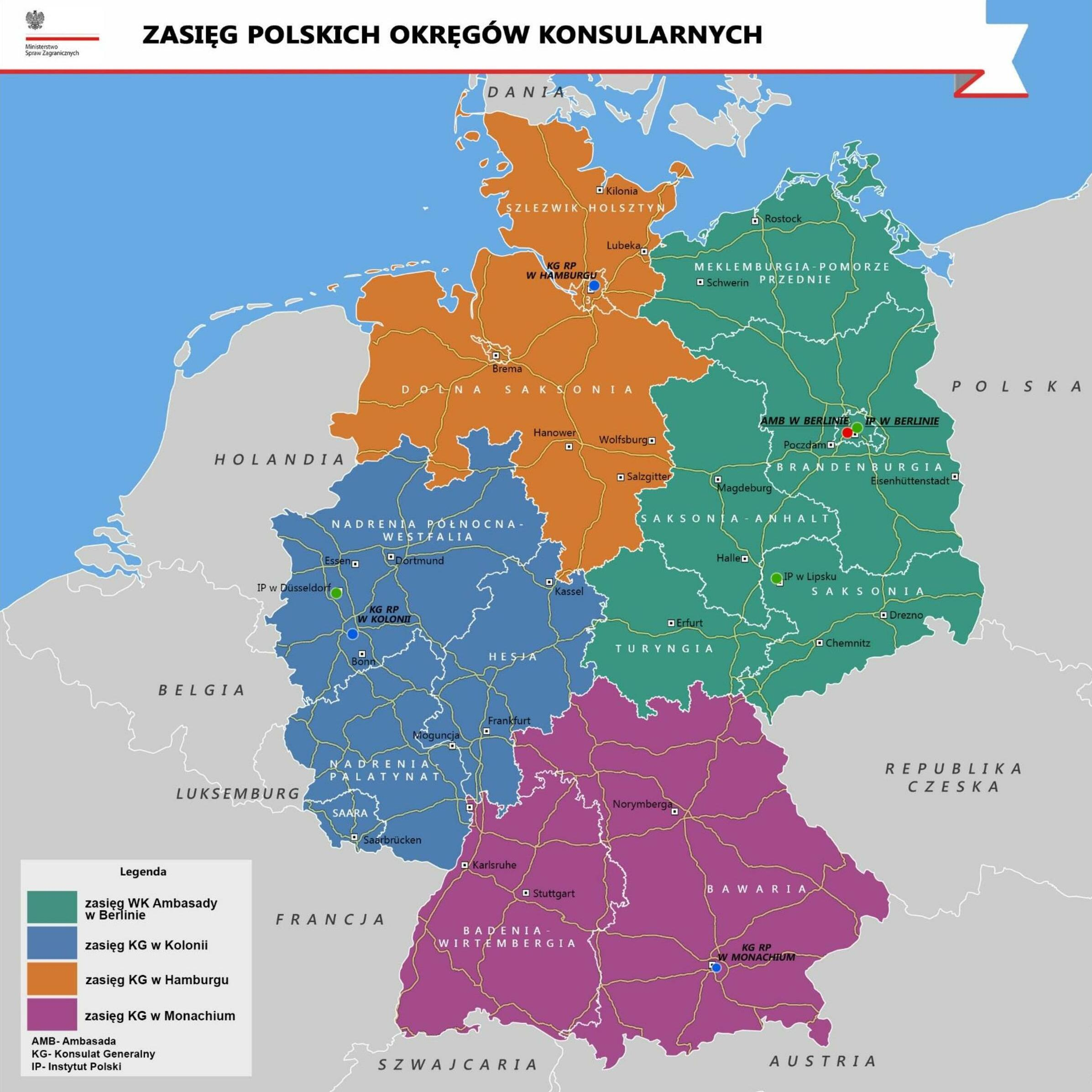
Okręg konsularny Wydziału Konsularnego Ambasady RP w Berlinie (kolor zielony)

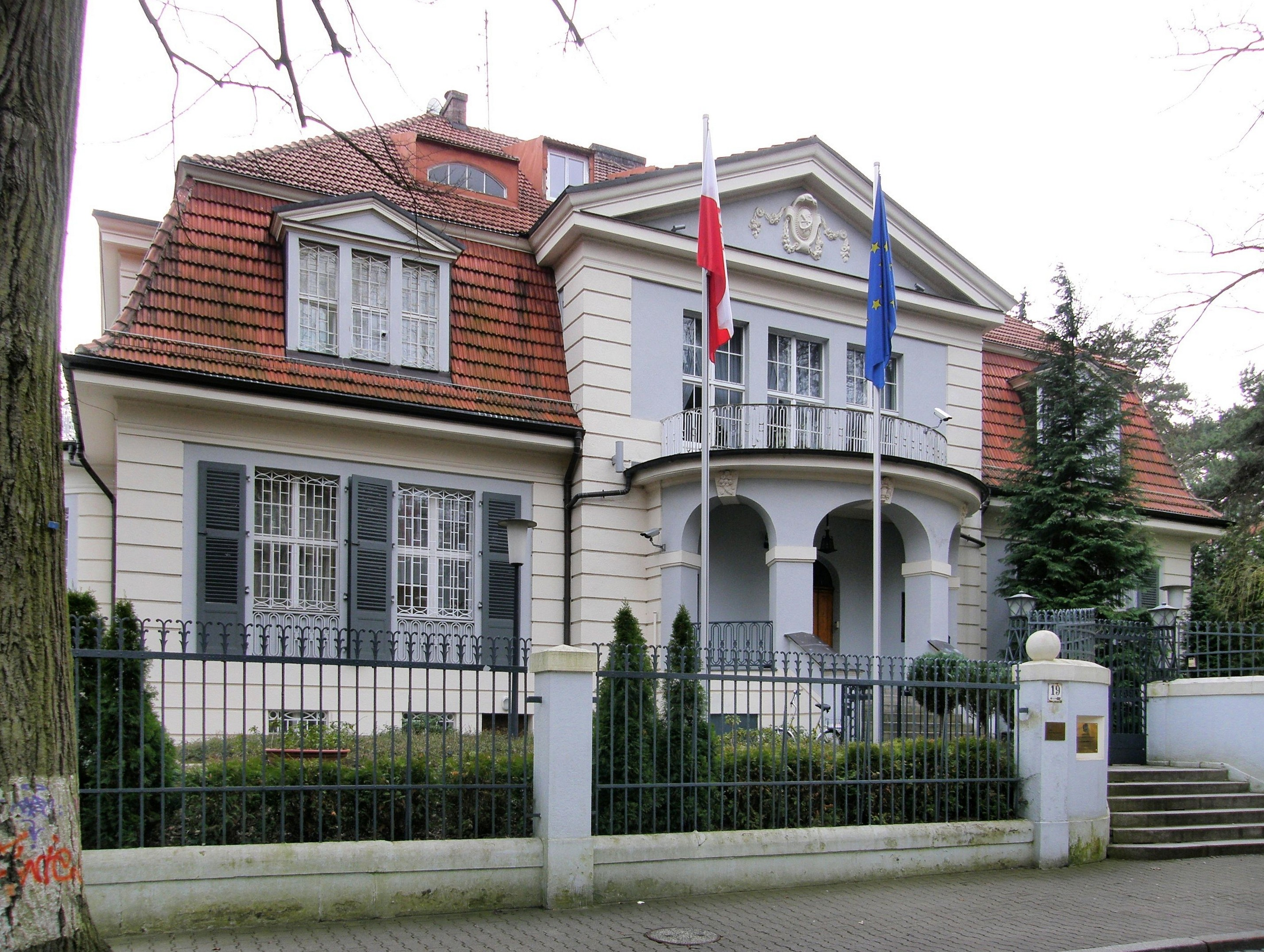
Dawna siedziba Polskiej Misji Wojskowej w Niemczech przy Lassenstraße 19–21 w Berlinie-Grunewald, w latach 2000–2025 tymczasowa siedziba ambasady RP

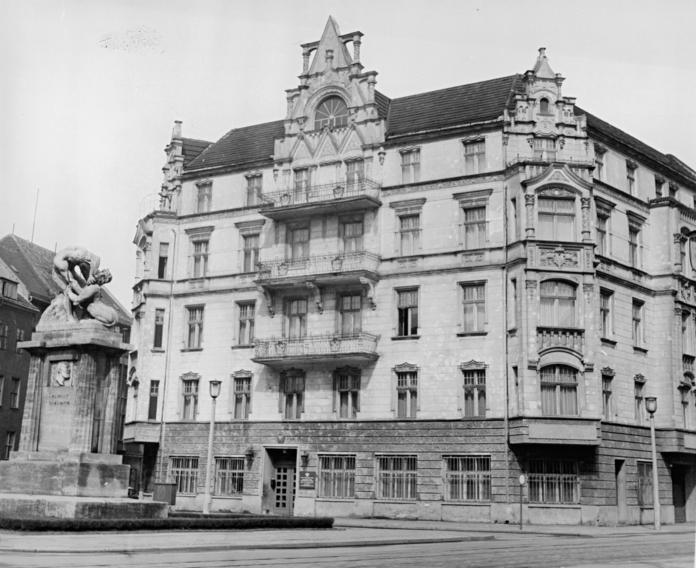
Pierwsza siedziba ambasady PRL w Berlinie Wschodnim przy Luisenstraße 13–14 (1949–1952)

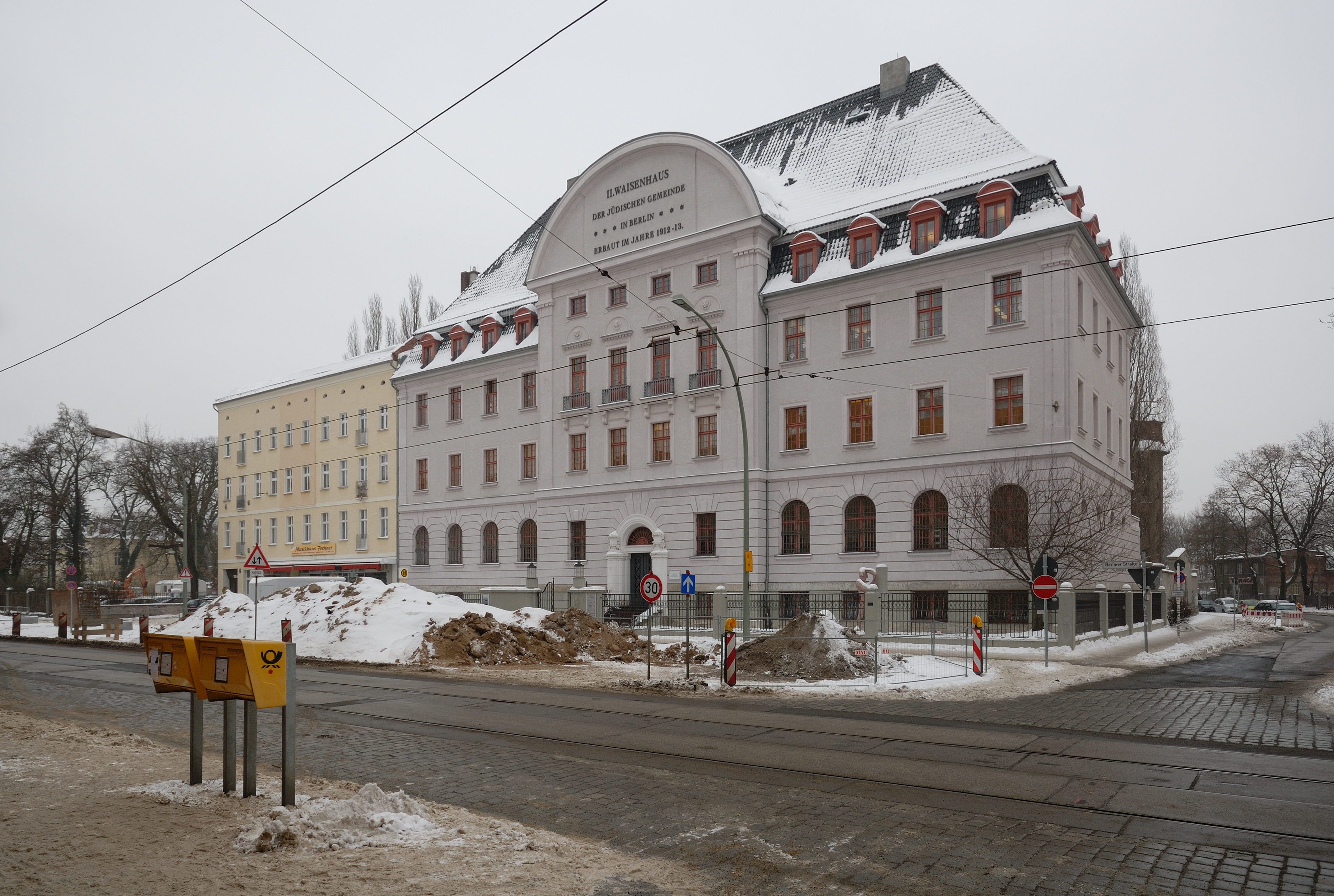
Druga siedziba ambasady PRL w Berlinie Wschodnim przy Berliner Straße 120 (1952–1964)

Ambasada RP w Berlinie, oficjalnie: Ambasada Rzeczypospolitej Polskiej w Republice Federalnej Niemiec z siedzibą w Berlinie (niem. Botschaft der Republik Polen in Berlin) – polska misja dyplomatyczna w Republice Federalnej Niemiec.
Obecnie na czele ambasady stoi pracownik  administracyjny Jan Tombiński.

## Podział organizacyjny
- Wydział Polityczny (Politische Abteilung)
  - Referat ds. Dyplomacji Publicznej (Referat für Öffentlichkeitsarbeit)
  - Rzecznik Prasowy (Presseattaché)
  - Protokół (Protokoll)
- Wydział Komunikacji i Dyplomacji Publicznej (Presse- und Öffentlichkeitsarbeit)
- Wydział Konsularny i Polonii (Konsularabteilung und Zusammenarbeit mit der Polonia), Richard-Strauss-Straße 11, D-14193 Berlin-Grunewald
  - Okręg konsularny obejmuje: Berlin, Brandenburgię, Meklemburgię-Pomorze Przednie, Saksonię, Saksonię-Anhalt, Turyngię
- Wydział Ekonomiczny (Wirtschaftsabteilung), Lassenstraße 39, D-14193 Berlin
- Wydział Administracyjny (Administration)
- Wydział Bezpieczeństwa, Zabezpieczeń Technicznych i Łączności (Sicherheitsabteilung für Technik und Verbindungen)
- Referat ds. Finansowych (Referat für Finanzen)
- Referat ds. Inwestycji Budowlanych (Referat für Investitionen)
- Attachat Obrony (Büro des Verteidigungsattaché)
- Oficer łącznikowy Policji (Polizei-Verbindungsoffizier)
- Oficer łącznikowy Straży Granicznej (Verbindungsoffizier Der Grenzpolizei)
- Przedstawiciel Krajowej Administracji Skarbowej (Vertreter Der Landesfinanzverwaltung)

## Historia
W latach 1916–1918 funkcjonowało w Berlinie przedstawicielstwo Rady Regencyjnej.

### Okres międzywojenny

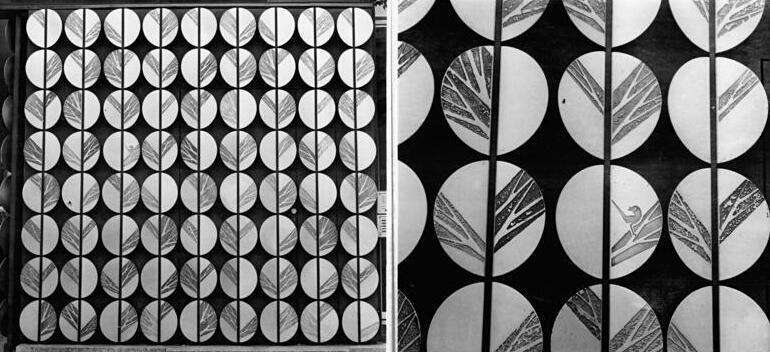
Fragmenty bramy do garażu autorstwa Fritza Kühna (1969) – stylizowane liście lipowe nawiązują do nazwy ulicy Unter den Linden

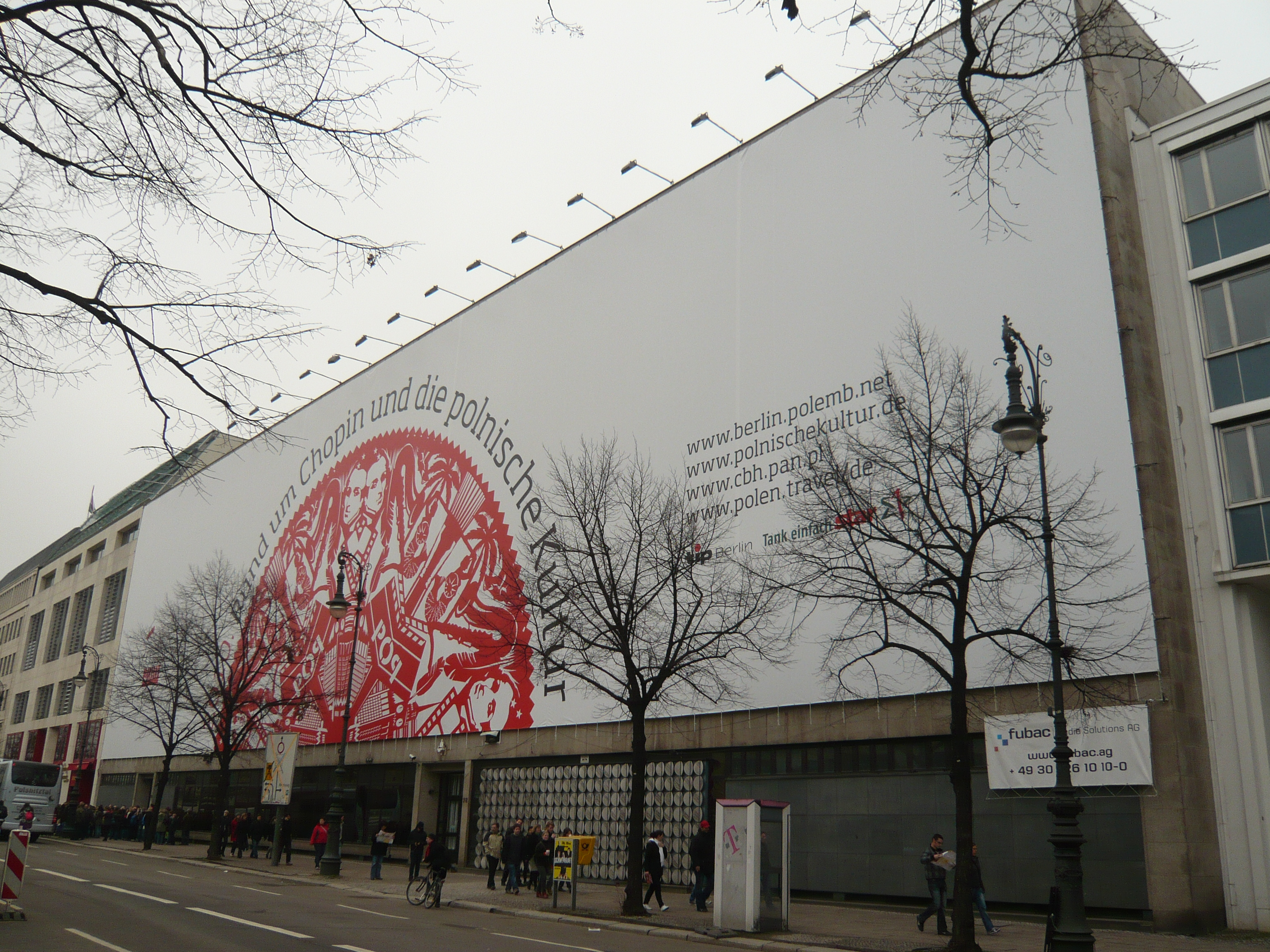
Budynek przy Unter den Linden 70–72 z banerem reklamowym na fasadzie frontowej; zdjęcie z 2010 roku

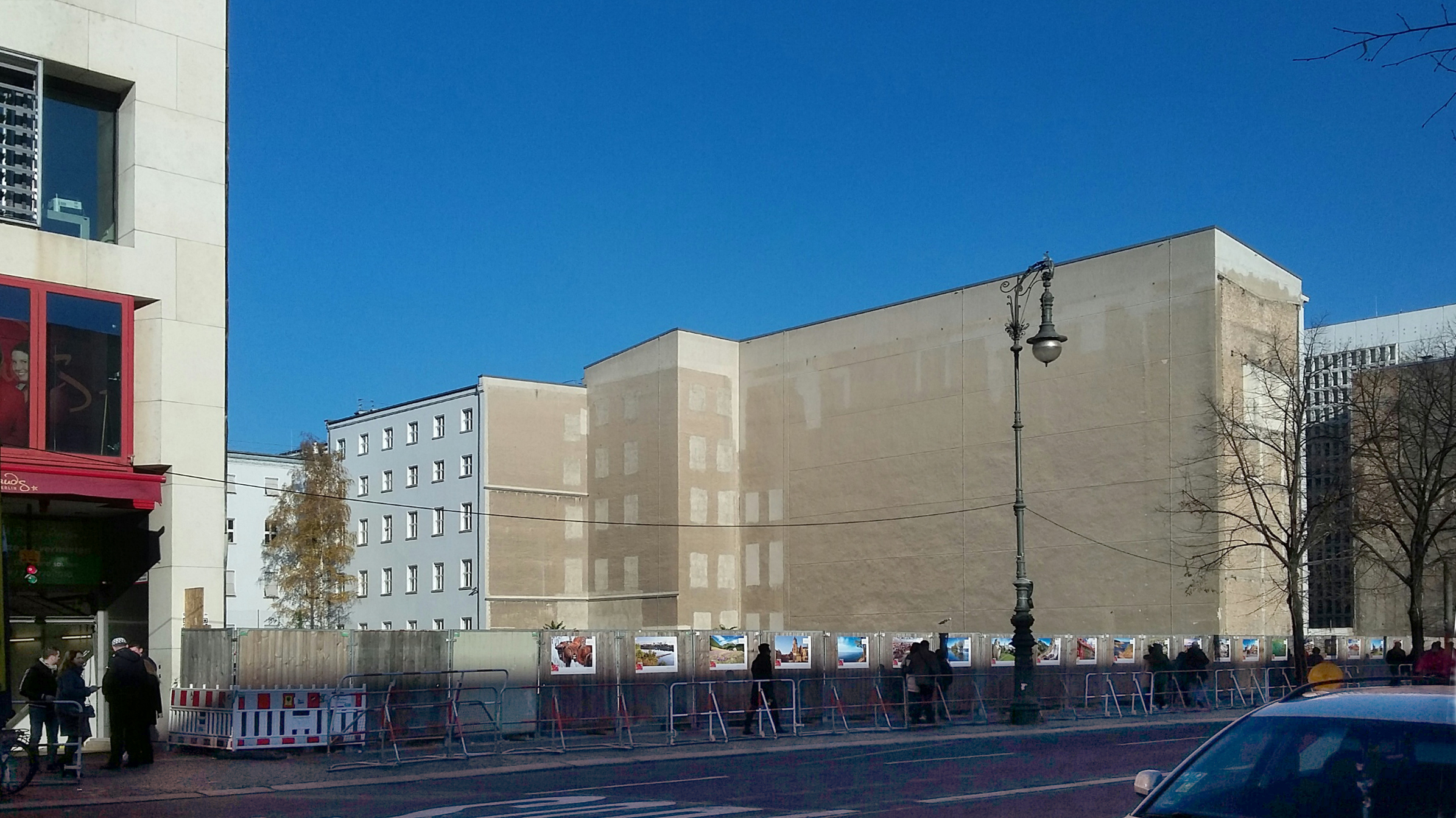
Miejsce po rozebranym budynku przy Unter den Linden 70–72; zdjęcie z listopada 2016 roku

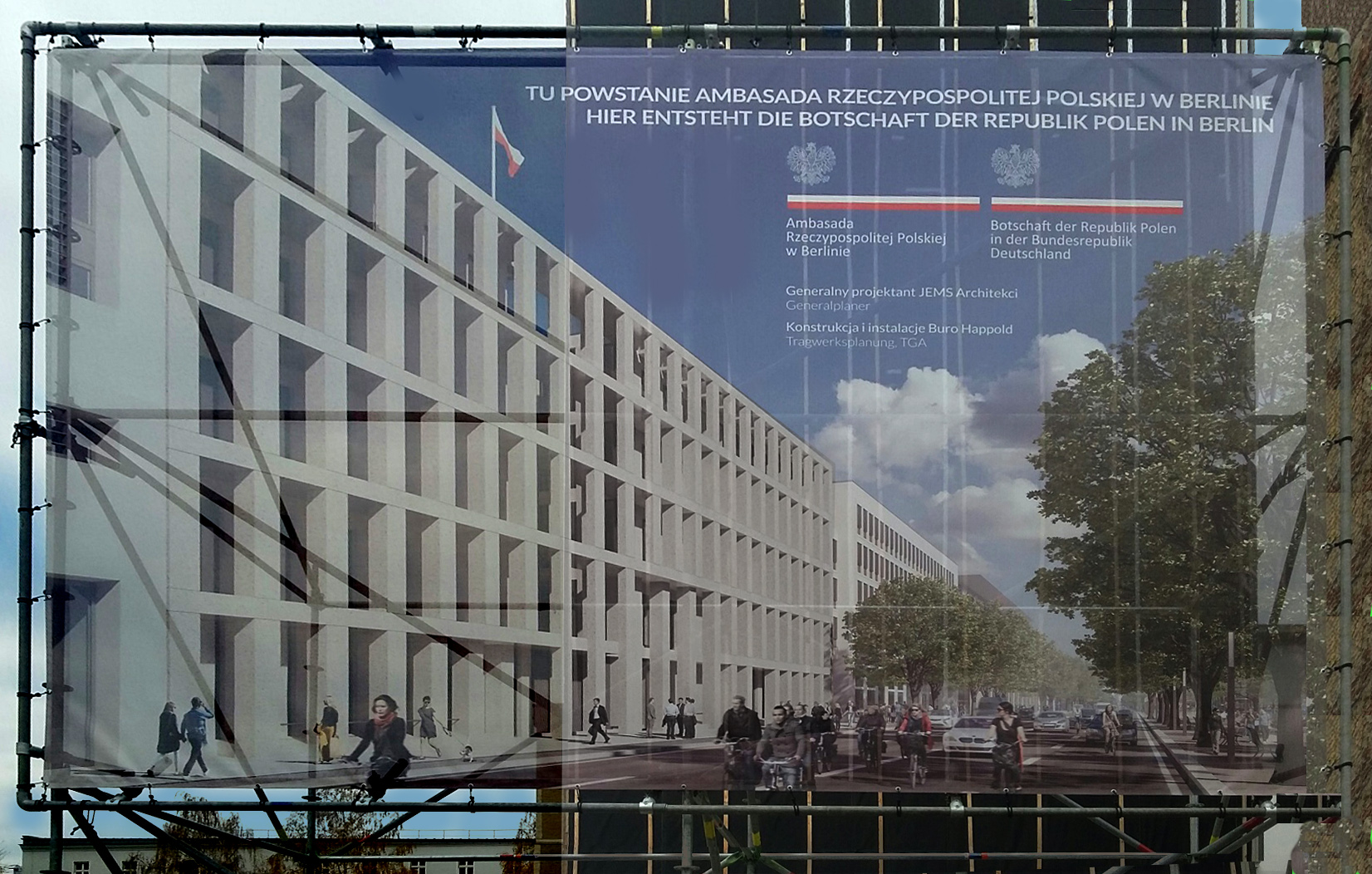
Teren przy Unter den Linden 70–72 z zamieszczoną na ogrodzeniu wizualizacją nowego budynku ambasady RP na zdjęciu wykonanym w 2018 roku

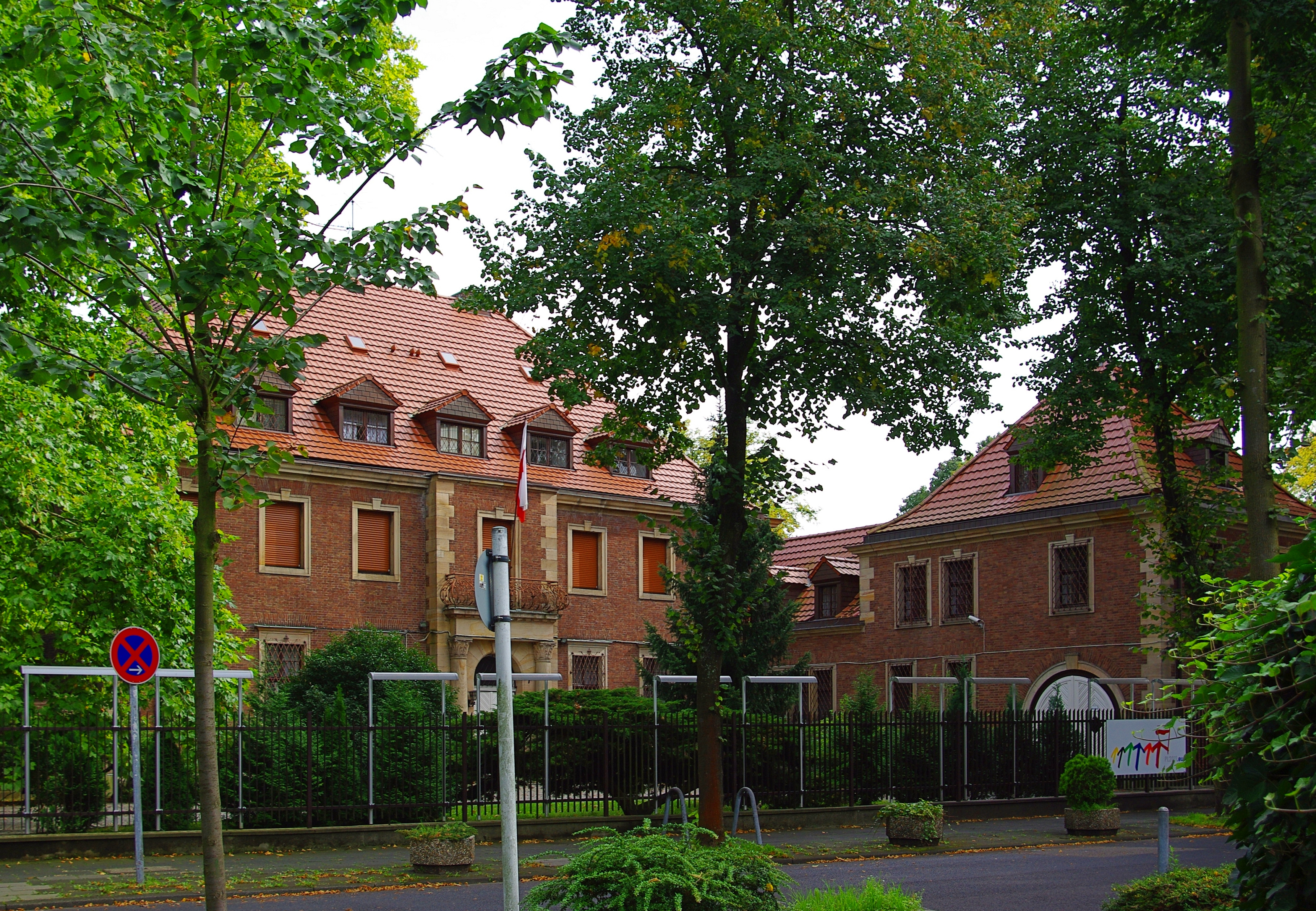
Dawna siedziba ambasady PRL, przedstawicielstwa ambasady RP oraz Konsulatu Generalnego RP w Kolonii przy Lindenallee 7

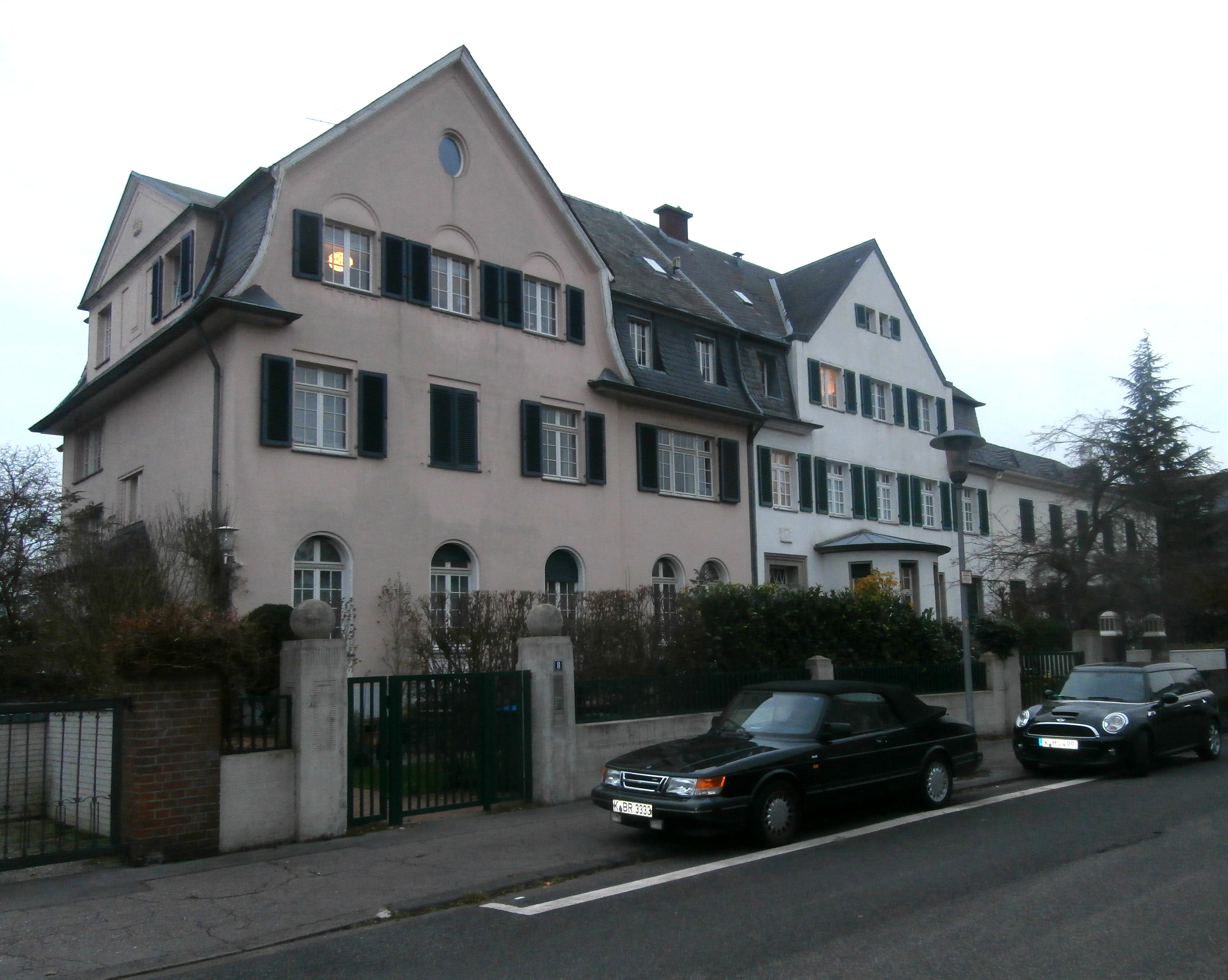
Dawna rezydencja ambasadora PRL w Kolonii przy Max-Bruch-Straße 4–8 (1972–1984)

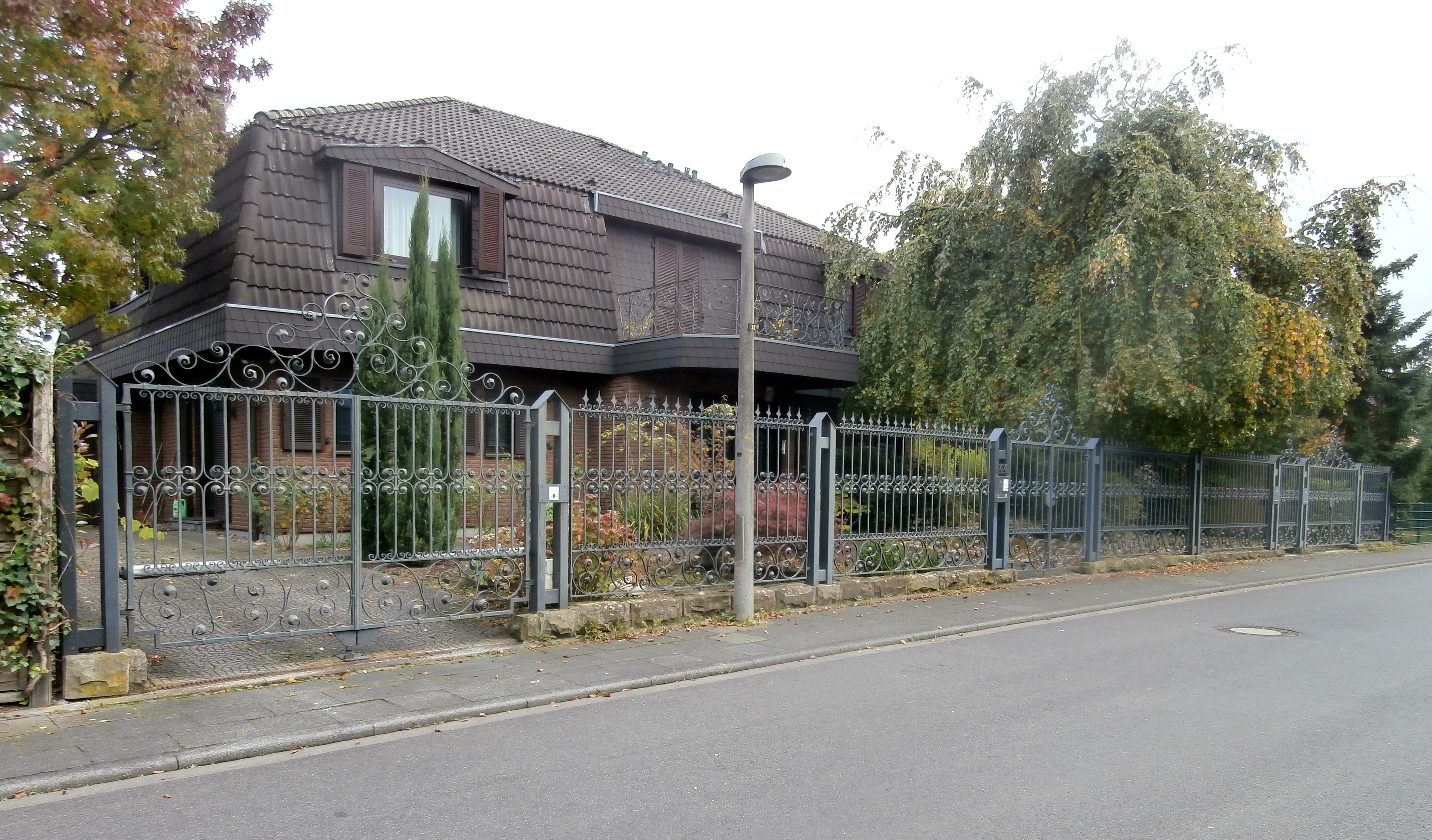
Dawna rezydencja ambasadora PRL w Kolonii przy Am Waldpark 44 (1984–2001)

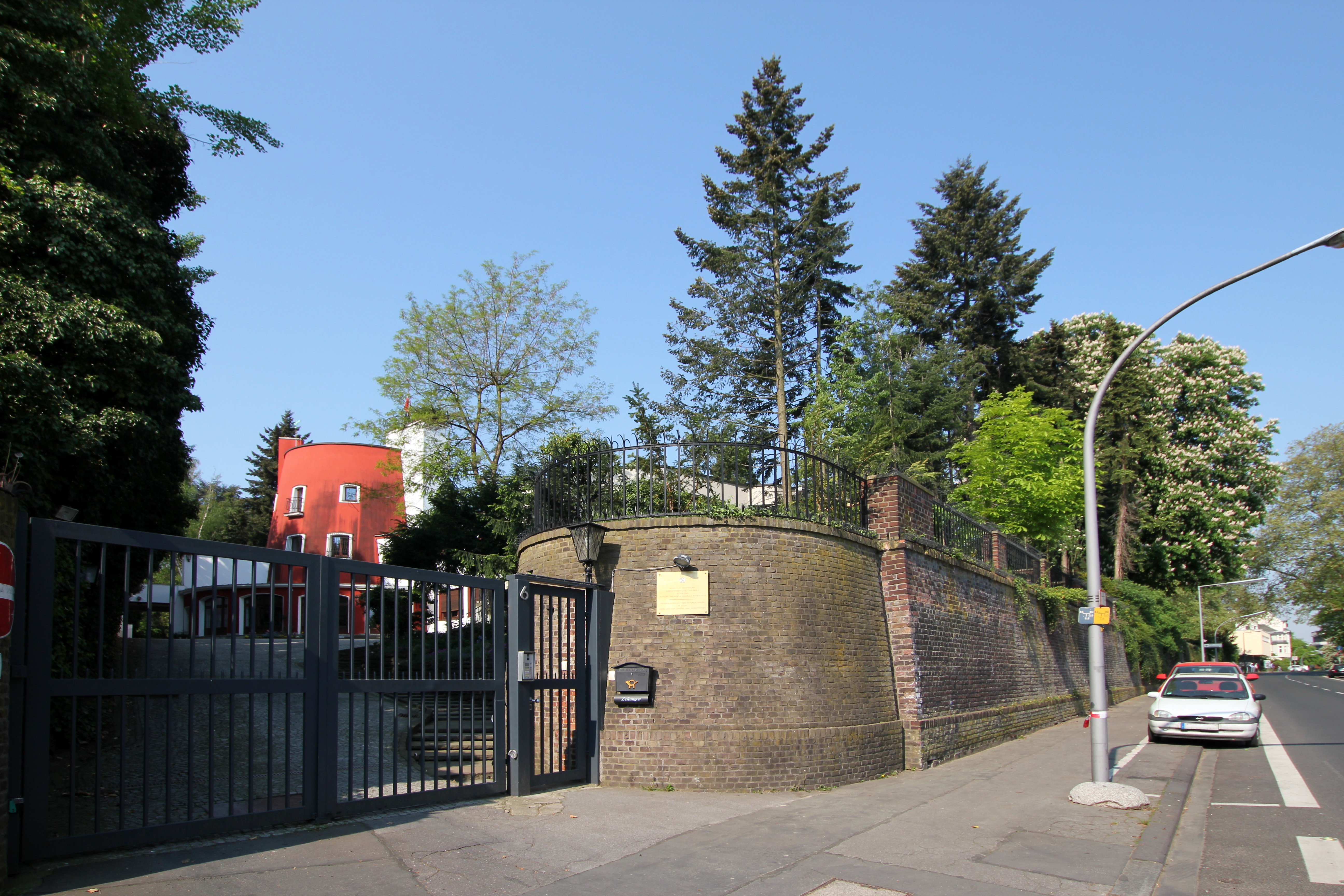
Dawna siedziba Biura Radcy Handlowego Ambasady PRL w Kolonii przy An der Alteburger Mühle 6 (1976–1990)

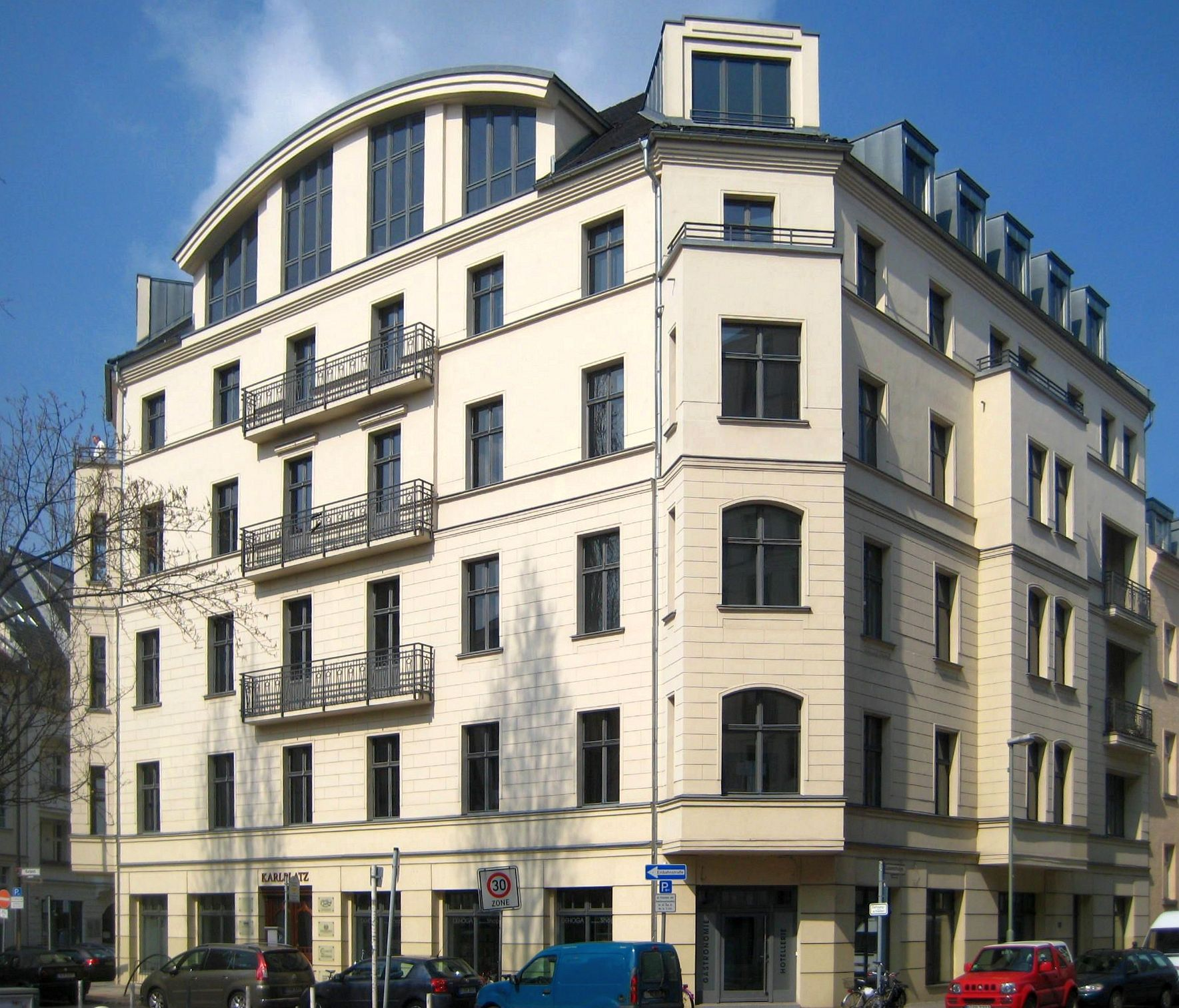
Budynek „Töpfers Hotel”, dawna siedziba Biura Radcy Handlowego Ambasady PRL w Berlinie Wschodnim (do 1964); zdjęcie z 2010

Stosunki dyplomatyczne pomiędzy utworzoną na mocy kończącego I wojnę światową traktatu wersalskiego II Rzecząpospolitą a powstałą po rewolucji listopadowej Republiką Weimarską zostały nawiązane w 1918 roku. Polska rok później otworzyła poselstwo w Berlinie, które początkowo mieściło się w hotelu, następnie przy Lützowufer 5, od 1921 roku przy Kurfürstenstraße 136 w dzielnicy Schöneberg. Obok, pod adresem Kurfürstenstraße 137 (na rogu Motzstraße, obecnie Else-Lasker-Schüler-Straße) położony był z kolei konsulat, mający status konsulatu generalnego. W 1934 roku podniesiono rangę poselstwa do ambasady.
Po wybuchu II wojny światowej budynek ambasady został zajęty przez Oddział Propagandy Ministerstwa Spraw Zagranicznych III Rzeszy.
W połowie 1939 roku na terenie III Rzeszy oraz Protektoratu Czech i Moraw (który w zakresie spraw zagranicznych de facto był częścią III Rzeszy) oprócz ambasady działało w sumie 18 konsulatów polskich różnej rangi. Pracowało w nich 181 urzędników Ministerstwa Spraw Zagranicznych (etatowych i kontraktowych) oraz trudna do określenia liczba pracowników fizycznych (gońców, kierowców, woźnych itp.). Była to poważna część aparatu MSZ, gdyż we wszystkich placówkach konsularnych RP pracowało wówczas 573 urzędników. Wynika stąd, że pod jurysdykcją niemiecką przebywało niemal 32% pracowników polskiej służby konsularnej. W placówkach pracowało również wielu oficerów polskiego wywiadu (Oddziału II Sztabu Głównego), zakonspirowanych jako urzędnicy kontraktowi.

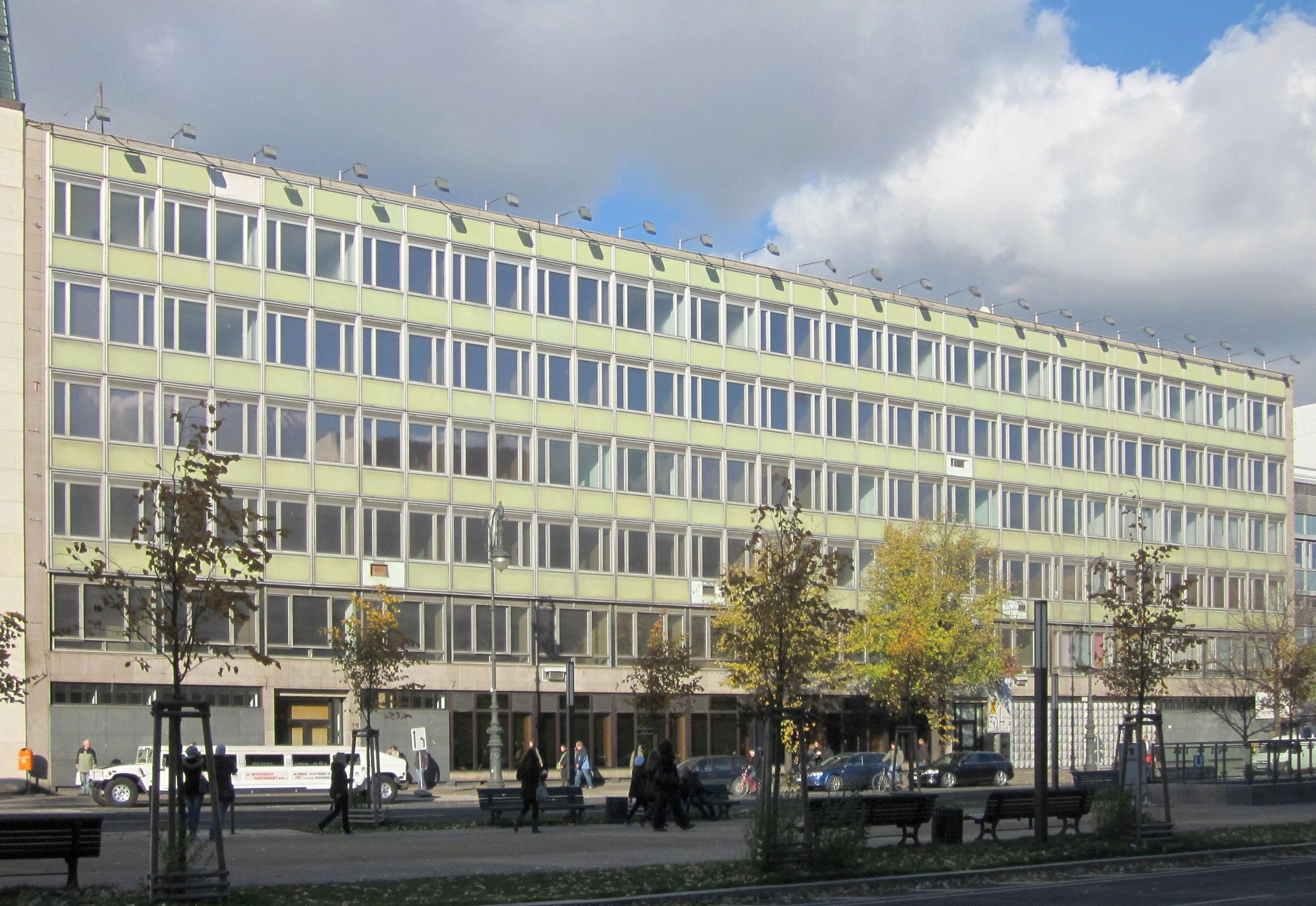
Budynek przy Unter den Linden 70–72, będący w latach 1964–1990 siedzibą ambasady PRL, zaś w latach 1990–2000 – ambasady RP

| Siedziba placówki                       | Data utworzenia | Adres                                                       | Kierownik              | Liczba urzędników | Rezydenci wywiadu zatrudnieni w konsulacie w ostatnich miesiącach pokoju |
| --------------------------------------- | --------------- | ----------------------------------------------------------- | ---------------------- | ----------------- | ------------------------------------------------------------------------ |
| Berlin                                  | 1919            | Kurfürstenstraße 137                                        | Stanisław Kara         | 36                | Ildefons Kędzierzykowski                                                 |
| Düsseldorf                              | 1936            | Goldsteanstraße 12                                          | Witold Adam Korsak     | 13                | Lucjan Jagodziński                                                       |
| Ełk (Lyck)                              | 1922            | Luisenplatz 2 (obecnie ul. 3 Maja 10)                       | Mieczysław Rogalski    | 2                 | ?                                                                        |
| Frankfurt nad Menem (Frankfurt am Main) | 1928            | Schaumainkai 43                                             | Maksymilian Gajdziński | 6                 | Stanisław Nałęcz-Korzeniowski                                            |
| Hamburg                                 | 1920            | Johnsallee 13                                               | Władysław Ryszanek     | 9                 | Bohdan Jankowski, Maciej Konar                                           |
| Kłajpeda (Memel)                        | 15 lutego 1939  | Palangos g. 5/Polangenstraße 5 (obecnie S. Šimkaus g. 2)    | Józef Weyers           | 2                 | ?                                                                        |
| Królewiec (Königsberg)                  | Styczeń 1920    | Mittel-Tragheim 24                                          | Jerzy Warchałowski     | 8                 | Emil Schuller, Marian Lorenz                                             |
| Kwidzyn (Marienwerder)                  | Luty 1920       | Marienburgerstraße 26 (obecnie ul. Braterstwa Narodów 65)   | Edward Czyżewski       | 4                 | Edward Czyżewski                                                         |
| Lipsk (Leipzig)                         | 1923            | Wachterstraße 32                                            | Feliks Chiczewski      | 13                | Antoni Smodlibowski, Roman Malinowski                                    |
| Monachium (München)                     | 1920            | Pienzenauerstraße 15                                        | Mieczysław Grabiński   | 6                 | Antoni Szczęsny Chojnacki, Felicjan Sypniewski                           |
| Olsztyn (Allenstein)                    | 1920            | Friedrich-Wilhelm-Platz 5 (obecnie pl. Konsulatu Polskiego) | Bohdan Jałowiecki      | 4                 | Bohdan Jałowiecki                                                        |
| Opole (Oppeln)                          | 1920            | Eichstraße 1 (obecnie ul. Konsularna 1)                     | Jan Małęczyński        | 13                | Jan Maśliński („Józef Meissner”)                                         |
| Piła (Schneidemühl)                     | 1922            | Brauerstraße 7 (obecnie ul. Browarna 7)                     | Tadeusz Drobniak       | 6                 | ?                                                                        |
| Szczecin (Stettin)                      | 1925            | Arndtstraße 30 (obecnie ul. Monte Cassino 30)               | Wacław Russocki        | 9                 | Kazimierz Ziembiewicz, Karol Miller                                      |
| Wiedeń (Wien)                           | 1938            | Rennweg 1                                                   | Józef Zarański         | 15                | Jan Kaszubowski, Otto Marcinek                                           |
| Wrocław (Breslau)                       | 1920            | Charlottenstraße 24 (obecnie ul. Krucza 24)                 | Leon Koppens           | 13                | Marian Długołęcki, mjr Bruno Grajek                                      |
| Praga (Prag)                            | 1922            | ul. Švédska 40                                              | Zygmunt Hładki         | 12                | ?                                                                        |
| Ostrawa (Ostrau)                        | 1921            | ul. Blahoslavova 4                                          | Władysław Sidorowicz   | 10                | ?                                                                        |

| Siedziba        | Rodzaj             | Lata funkcjonowania | Adres                                                | Kierownik          |
| --------------- | ------------------ | ------------------- | ---------------------------------------------------- | ------------------ |
| Essen           | konsulat           | 1920–1936           | Alfredstraße 85                                      | Witold Adam Korsak |
| Kolonia (Köln)  | konsulat           | 1919–1930           | Dürener Straße 248                                   | Sylwester Gruszka  |
| Bytom (Beuthen) | konsulat           | 1922–1931           | Gleiwitzerstraße 10 (obecnie ul. Gliwicka 17)        | Leon Malhomme      |
| Elbląg (Elbing) | agencja konsularna | 1922–1923           | Heiliger Leichnamstraße 145 (obecnie ul. Robotnicza) | Edward Skowroński  |

### Na ziemiach niemieckich po 1945 roku
Po II wojnie światowej część funkcji przedstawicielstwa dyplomatycznego na ziemiach niemieckich spełniała powołana w 1945 roku Polska Misja Wojskowa przy Sojuszniczej Radzie Kontroli Niemiec z siedzibą w zabytkowym dworku przy Lassenstraße 19–21 w zachodnioberlińskiej dzielnicy Grunewald. Dworek ten został zbudowany według projektu architekta Paula Karchowa w 1913 roku dla przemysłowca chemicznego Wilhelma Spindlera.
W latach 1946–1950 Polska Rzeczpospolita Ludowa utrzymywała na terenie Niemiec sieć konsulatów: konsulaty generalne – w Düsseldorfie i Frankfurcie nad Menem, konsulaty – w Hamburgu, Hanowerze, Monachium i Rastatt, z którego przeniesiono konsulat do pobliskiego Baden-Baden.
Po utworzeniu polskich przedstawicielstw w Niemieckiej Republice Demokratycznej i Republice Federalnej Niemiec, Polska Misja Wojskowa reprezentowała interesy PRL w Berlinie Zachodnim.

### W państwach niemieckich utworzonych w 1949 roku

#### W Niemieckiej Republice Demokratycznej
Władze Polskiej Rzeczypospolitej Ludowej uznały oficjalnie Niemiecką Republikę Demokratyczną 18 października 1949 roku i nawiązały z nią stosunki dyplomatyczne. Polska placówka dyplomatyczna zajęła kamienicę czynszową z 1830 roku przy Luisenstraße 13–14 w Berlinie Wschodnim. Początkowo była określana Polskim Przedstawicielstwem Dyplomatycznym. Następnie w latach 1952–1964 miała swoją siedzibę w budynku byłego Żydowskiego Domu Dziecka (Jüdisches Waisenhaus) przy Berliner Straße 120–121, w dzielnicy Pankow. W latach 1943–1945 budynek był siedzibą jednego z zarządów Głównego Urzędu Bezpieczeństwa Rzeszy (Reichssicherheitshauptamt), w latach 1945–1950 najpierw władz dzielnicy, a potem Niemieckiego Związku Sportowego (Deutscher Sportausschuss), zaś w latach 1971–1991 mieścił siedzibę Ambasady Kuby. W 1999 roku budynek kupiła żydowska fundacja Cajewitz, z zamiarem utworzenia w nim Domu Państwa Izrael. Adaptacja budynku na ten cel trwała w latach 2001–2003. Biuro Radcy Handlowego w tym czasie mieściło się w budynku dawnego „Töpfers Hotel” z 1893 roku przy Karlplatz 7 (1963–1964), następnie przy Otto-Grotewohl-Straße 3a (1977; obecnie po zmianie nazwy ulicy i numeru adres to Wilhelmstraße 66).
W 1964 roku władze NRD podarowały rządowi PRL działkę o powierzchni 4,2 tysiąca m², położoną przy Unter den Linden 70–72, na której mieściła się niegdyś siedziba Ministerstwa Spraw Wewnętrznych Królestwa Prus. Na tej działce wybudowano według projektu Emila Leybolda i Christiana Seyfahrta budynek biurowy typu „Lipsk”, w którym ulokowana została Ambasada PRL. Budynek do momentu zburzenia w 2016 roku znajdował się pod ochroną konserwatora zabytków jako przykład enerdowskiego modernizmu lat 60. XX wieku. Za dzieło sztuki uważana była brama do garażu w budynku, wykonana przez rzemieślnika Fritza Kühna. Ocalona z rozbiórki i będąca chronionym zabytkiem brama składa się z 224 aluminiowych liści lipy, spośród których na jednym z nich umieszczono figurkę wróbla.
W 1958 roku powołano Konsulat PRL w Dreźnie, który następnie przeniesiono do Lipska, gdzie ulokowany został przy Poetenweg 41. Jego działalność miała miejsce w latach 1972–2009. Ponadto w latach 1973–1981 oraz 1984–1992 funkcjonował Konsulat PRL w Rostocku z siedzibą przy Stephanstraße 7.
Od końca lat 40. XX wieku funkcjonowała Grupa Operacyjna Karpaty oraz Mołnia MBP/MSW w Berlinie.
Rezydencja Ambasadora PRL/RP mieściła się w latach 1977–1999 na dawnym osiedlu kierownictwa NRD w dzielnicy Pankow przy Majakowskiring 47.

#### W Republice Federalnej Niemiec
Pierwszą polską placówką dyplomatyczną na terenie RFN było utworzone w 1948 roku Przedstawicielstwo ds. Handlu Zagranicznego przy Polskiej Misji Wojskowej w Berlinie (Handelsvertretung bei der Polnischen Militärmission in Berlin) z siedzibą we Frankfurcie nad Menem. W 1963 roku zostało ono przeniesione do Kolonii (siedzibą był budynek z 1924 roku przy Pferdmengesstraße 5), z kolei po nawiązaniu oficjalnych stosunków dyplomatycznych, przekształcono je w 1974 roku w ambasadę. Biuro Radcy Handlowego przeniesiono w 1976 roku do Kolonii, gdzie ulokowano je w budynku „Alteburger Mühle” z końca XVIII wieku przy An der Alteburger Mühle 6, natomiast siedzibę ambasady przeniesiono do zabytkowej willi, położonej w kolońskiej dzielnicy Marienburg przy Lindenallee 7. Willa ta została wybudowana dla będącego właścicielem fabryki tytoniu Heinricha Neuerburga w 1925 roku według projektu architekta Emila Felixa. W latach 1962–1979 mieściła się w niej rozgłośnia radiowa Deutschlandfunk.
Rezydencja ambasadora mieściła się w latach 1972–1984 w Kolonii, początkowo w zabytkowym domu Konrada Adenauera z 1910 roku przy Max-Bruch-Straße 4, następnie w latach 1984–2001 ulokowana była w budynku z 1983 roku przy Am Waldpark 44. Budynek ten przez ostatnie dwa lata pełnił również funkcję rezydencji konsula generalnego RP.
Powołany został też konsulat w Hamburgu, który po zawieszeniu działalności ponownie otwarto w 1989 roku.

### W zjednoczonych Niemczech
Po zjednoczeniu RFN z NRD w 1990 roku siedzibą Ambasady Polski po transformacji ustrojowej stał się gmach Ambasady PRL w Berlinie Wschodnim w NRD przy Unter den Linden 70–72. W Kolonii, w willi przy Lindenallee 7 ustanowiono przy tym przedstawicielstwo ambasady, zaś w 1991 roku powołano Konsulat Generalny w Monachium.
W 1999 roku status placówki w Kolonii został obniżony do Wydziału Konsularnego, następnie w 2001 roku do jej obecnej rangi – Konsulatu Generalnego. W 2012 roku Ministerstwo Spraw Zagranicznych przedstawiło pomysł przeniesienia placówki do nowej siedziby i sprzedaży starej, co spotkało się z krytyką i protestami przedstawicieli polskich emigrantów w Nadrenii Północnej-Westfalii. W następnym roku ostatecznie przeniesiono siedzibę Konsulatu Generalnego w Kolonii z willi przy Lindenallee 7 do budynku Media Park, położonego w centrum miasta.

#### Sprawa budowy nowej siedziby ambasady

##### Przed realizacją
W drugiej połowie lat 90. XX wieku rząd zaczął rozważania na temat dalszych losów siedziby ambasady Polski w Berlinie. Brane były pod uwagę dwie koncepcje: gruntowna modernizacja biurowca typu „Lipsk” albo jego rozbiórka i wybudowanie na jego miejscu nowego budynku. Po paru miesiącach wahań ostatecznie wybrano wariant drugi, z rozbiórką starej i budową nowej siedziby ambasady. Wybór ten oparty został na dwóch przesłankach – po pierwsze, dotychczasową siedzibę zbudowano w starej technologii, z użyciem szkodliwych materiałów m.in. azbestu. Po drugie, z uwagi na postępujące wtedy przeobrażenie alei Unter den Linden, polegające na budowaniu przy niej reprezentacyjnych, eleganckich budynków chciano zbudować budynek pasujący do nowego otoczenia.
W 1997 roku Ministerstwo Spraw Zagranicznych, którym ówcześnie kierował Dariusz Rosati podpisało list intencyjny na budowę nowej siedziby ambasady z przedsiębiorstwem Deutsche Immobilien Anlagegesellschaft (DIA), należącym do Deutsche Bank. Projekt zakładał wybudowanie do roku 2000 za pieniądze Niemiec dwóch budynków. Pierwszy miał pełnić funkcję Ambasady Polski, zaś drugi przez 30 lat miało dzierżawić DIA, które wynajmowałoby jego powierzchnię biurową na cele komercyjne. Po upływie okresu dzierżawy budynek zostałby przekazany Polsce. Z uwagi na protesty wywołane publikacją tygodnika „Wprost”, w której podnoszono kwestię ryzyka umieszczenia podsłuchów w wybudowanych przez zagraniczne przedsiębiorstwo budynkach zaniechano realizacji projektu.
W tym samym roku, już za rządów koalicji AWS-UW rozpisano konkurs na budowę nowej siedziby ambasady. W warunkach konkursu zapisano, że budynek powinien mieć 800 m² powierzchni biurowej. Ministerstwo Spraw Zagranicznych na jego budowę miało przeznaczone 40 milionów złotych. Konkurs wygrał projekt przygotowany przez pracownię architektów Zbigniewa Badowskiego, Marka Budzyńskiego i Adama Kowalewskiego. Projekt zakładał budowę budynku nieco większego, niż wynosiły pierwotne założenia, ale został on zaaprobowany przez MSZ. Niedługo później ministerstwo stwierdziło, że budynek przy Unter den Linden ma pomieścić również Instytut Kultury, z kolei na parterze mają się znaleźć pomieszczenia służące do organizowania różnych wystaw i wernisaży. Projekt został przerobiony, wskutek czego powierzchnia budynku rozrosła się do 1,4 tysiąca m². Zmiany zaakceptował Dyrektor Generalny MSZ i w 2000 roku zdecydował o realizacji inwestycji, której koszt zwiększył się z 40 milionów złotych do równowartości 42 milionów USD (w tamtym czasie dawało to w przeliczeniu ponad 168 milionów złotych). Ambasada została wtedy przeniesiona do budynku dawnej Polskiej Misji Wojskowej w Niemczech, w zachodnioberlińskiej dzielnicy Grunewald przy Lassenstraße 19–21.
Zgodnie z raportem pokontrolnym Najwyższej Izby Kontroli MSZ, mimo braku perspektyw na rozpoczęcie budowy zawarło aneks do umowy ze spółką realizującą prace projektowe. Na jego podstawie raty płatności na rzecz spółki przypadające na 2001 rok zwiększono o ponad 608 tysięcy złotych. Przygotowano również drugi aneks, podwyższający ogólną kwotę należności wobec spółki o prawie 8 milionów złotych. NIK stwierdziła, że pracownia architektoniczna przekazała ministerstwu projekt ambasady, za który wystawiła rachunek na 16,6 miliona złotych. Według wyjaśnień jednego z urzędników MSZ, wzięła się ona stąd, że aneksy uwzględniały przeróbki zgłaszane przez inwestora, ponadto to był procent od wartości całego obiektu. Dodatkowo MSZ musiało zapłacić 2 miliony złotych niemieckiemu przedsiębiorstwu architektonicznemu. W sumie wydano 18,6 miliona złotych, co stanowiło niemal połowę tego, co początkowo przeznaczano na budowę nowej siedziby.
Problemy finansowe, a także zmiana norm bezpieczeństwa zagranicznych przedstawicielstw państw NATO po zamachach z 11 września 2001 roku spowodowały zaniechanie realizacji projektu. Po zmianie rządu w tym samym roku NIK skierowała sprawę do prokuratury, zarzucając byłym już urzędnikom Ministerstwa SZ niegospodarność. MSZ próbowało dokonać kolejnego przerobienia projektu, tak aby zbudować budynek o planowanej początkowo powierzchni 800 m². Gdy okazało się to niemożliwe, powrócono do wariantu przebudowy starego budynku. Ministerstwo wynajęło w tym celu niemieckie przedsiębiorstwo, by oceniło, czy budynek typu „Lipsk” nadaje się do modernizacji. Ekspertyza była pozytywna, więc w 2003 roku przygotowano pierwszy przetarg, który niedługo później odwołano. To samo zrobiono z przetargiem zorganizowanym dwa lata później. Było to spowodowane stwierdzeniem braku opłacalności inwestycji.
W 2005 roku, gdy do władzy doszła koalicja rządowa PiS-Samoobrona-LPR powołano w MSZ specjalny zespół, który miał przedstawić sposoby załatwienia kwestii Ambasady RP w Berlinie. Po zmianie rządu w 2007 roku minister spraw zagranicznych Radosław Sikorski zapewniał, że projekt nowej siedziby ambasady zostanie przygotowany do końca 2009 roku, zaś otwarcie ukończonego budynku nastąpi w 2012 roku. Finansowanie całości inwestycji oszacowano na 80 milionów euro. Ostatecznie konkurs na projekt nowej siedziby ambasady rozstrzygnięty został jesienią 2012 roku. Wygrało go przedsiębiorstwo JEMS Architekci, które zaprojektowało pięciokondygnacyjny obiekt o 13 tysiącach m² powierzchni, posiadający podziemne parkingi, obszerne foyer i wewnętrzne dziedzińce.

##### Realizacja
19 sierpnia 2016 roku rozpoczęto przetarg na wyłonienie generalnego wykonawcy projektu, który wcześniej został wyczerpująco skonsultowany z władzami Berlina i uzyskał wszystkie niezbędne pozwolenia. Jesienią tego samego roku rozebrano stary budynek ambasady Polski przy Unter den Linden. Zgodnie z przewidywaniami Ministerstwa Spraw Zagranicznych budowa miała zostać zakończona w 2019 roku, jednak termin ten nie został dotrzymany. W nowym budynku miała się znajdować zarówno siedziba ambasady jak i konsulatu. 
Ostatecznie w trybie przetargu ograniczonego wyłoniono nowego generalnego wykonawcę, przedsiębiorstwo STRABAG, i 22 października 2020 roku zawarto umowę na budowę nowej siedziby ambasady RP w stolicy Niemiec. 4 listopada 2020 roku generalny wykonawca zgodnie z ustalonym harmonogramem przejął teren inwestycji i rozpoczął na nim prace porządkowe, w tym rozbiórkę wciąż istniejącego stropu oraz piwnic dawnego budynku ambasady, z kolei w grudniu 2020 roku nastąpiło rozpoczęcie budowy. Jej zakończenie zaplanowano na 2023 rok, a koszt przedsięwzięcia miał wynieść 60 307 820 euro brutto. 17 stycznia 2025 roku nowa siedziba ambasady Polski w Berlinie została oficjalnie otwarta przez ministra spraw zagranicznych Radosława Sikorskiego. 
W budynku znalazło się łącznie 475 różnych pomieszczeń tj. sale reprezentacyjne, pomieszczenia biurowe dla pracowników ambasady, część konsularna dla Polaków, mieszkania dla pracowników, a także pokoje hotelowe, np. dla oficjalnych delegacji przybywających do Berlina. Architektura zaprojektowanego przez reprezentujących firmę JEMS Architekci Marcina Sadowskiego, Izabelę Leple-Migdalską i Tomasza Napieralskiego obiektu nawiązuje do polskiego modernizmu. Wyróżnia go rozpięta pomiędzy sąsiednimi budynkami, przezierna, trójwymiarowa fasada z rytmicznie ustawionymi elementami pionowymi, zmieniająca się w perspektywicznych widokach ulicy Unter den Linden: od zagęszczonej siatki po ażurową, wieloplanową strukturę. Za fasadą znajduje się widoczny z ulicy dziedziniec z dwoma masztami z flagami Polski i Unii Europejskiej, przechodzącymi przez całą wysokość budowli ponad jej dach. Wnętrza obiektu charakteryzują się drewnianym wykończeniem ścian i parkietami na podłogach, a ustawione w nich meble były indywidualnie projektowane w oparciu o współczesne polskie wzornictwo. Jako że obiekt powstał z troską o środowisko, energia cieplna i elektryczna dostarczana jest do niego od lokalnych dostawców zapewniających jej pochodzenie ze źródeł odnawialnych, ponadto na zlokalizowanych na różnych poziomach dachach budynku powstały ogrody dachowe, do których nawadniania wykorzystywana jest przechwytywana do zbiorników woda deszczowa.